# Multidimensional Expressions
Multidimensional Expressions, afgekort MDX, is een querytaal voor online analytical processing zoals SQL een querytaal is voor relationele databases. Het is ook een rekentaal, met een syntaxis die lijkt op spreadsheetformules.
- Microsoft. Querying Multidimensional Data with MDX, 2 mei 2024.